# Захоплення Марокко Францією

Марокко у 1912

Захоплення Марокко Францією — події 1907—1912, унаслідок яких султанат Марокко втратив свою незалежність та був перетворений у державу під протекторатом Франції.

## Передумови
Перші роки XX ст. ознаменувалися остаточним оформленням двох сторін майбутнього світового конфлікту (Перша Світова війна). Імпульсом до цього стало суперництво європейських країн у Марокко. Європейське проникнення в султанат Марокко розпочалося в 1840-х, проте в центрі протиріч ця країна опинилася на межі століть. Першими про свої «права» в Марокко заявили французькі колонізатори. У 1880-1890-х Франція зосередила зусилля на розширенні своїх алжирських володінь в південному та західному (марокканському) напрямках. У листопаді 1882 французи захопила область Мзаб з містами Гардая, Геррар і Берріан. У ході військової кампанії в жовтні 1899 — травні 1900 французи анексували південно-марокканські оази Інсалах, Туат, Тідікелт і Гурару. У серпні-вересні 1900 був встановлений контроль над Південно-Західним Алжиром. На початку ХХ ст. Франція розпочала підготовку до захоплення султанату Марокко. Основними конкурентами французів у «проникненні» в Марокко виступали англійці, іспанці, італійці та німці.

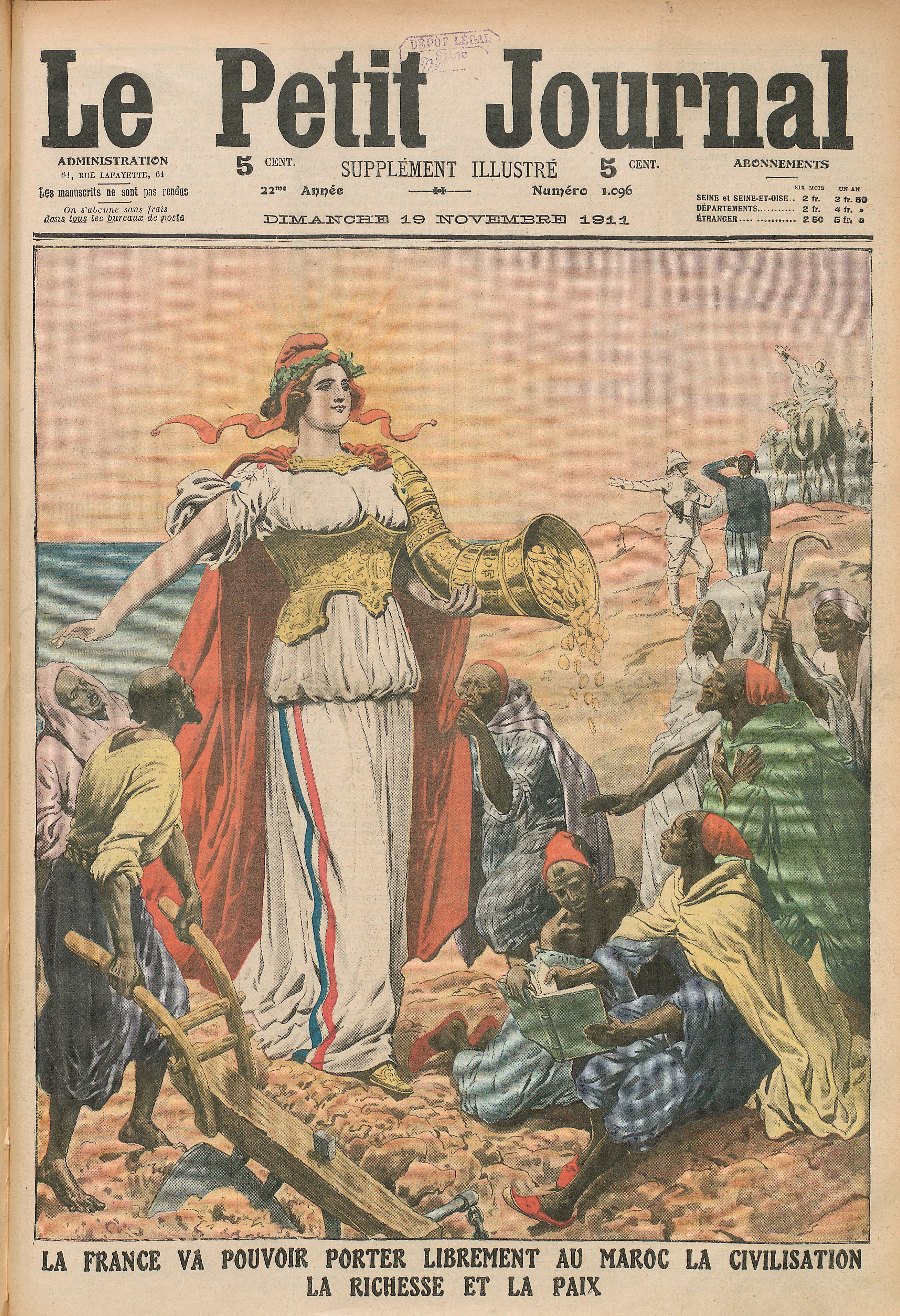
Французька пропаганда в колоніях

Франція у боротьбі за Марокко доклала максимальних дипломатичних зусиль. Так, договорами з Італією 1900 і 1902 вона позбулася першого конкурента, пообіцявши не перешкоджати захопленню Лівії.
У 1904 Англії була надана свобода дій у Єгипті, в обмін на свободу дії для Франції у Марокко.
У жовтні 1904 Іспанії було обіцяно північну частину Марокко. Одночасно султану Марокко Абд аль Азізу було нав'язано позику в 62,1 млн франків.

## Перша марокканська криза
Домовившись практично з усіма конкурентами у Франції виникли гострі суперечки з німцями. Німецькі монополісти (наприклад Крупп) були зацікавлені, не менше ніж французькі, в отриманні високоприбуткових концесій на розробку марокканських покладів природних ресурсів (зокрема заліза). Коли у грудні 1904 р. міністр закордонних справ Франції Делькассе заявив про «особливі інтереси» Франції в Марокко, німецькі монополісти зажадали від свого уряду негайного втручання в марокканське питання. Вже в 1905 німецький імператор Вільгельм ІІ демонстративно прибув в Танжер і привітав марокканського султана як «незалежного правителя». На вимогу Німеччини у 1906 в м. Альхесірас скликана міжнародна конференція по марокканському питанню. На конференції Францію підтримали представники Англії та Росії. Хоча незалежність Марокко й була закріплена, за Францією визнавалися «особливі інтереси» в цьому регіоні. По своїй суті конференція засвідчила поразку німецької дипломатії.

## Початок окупації Марокко

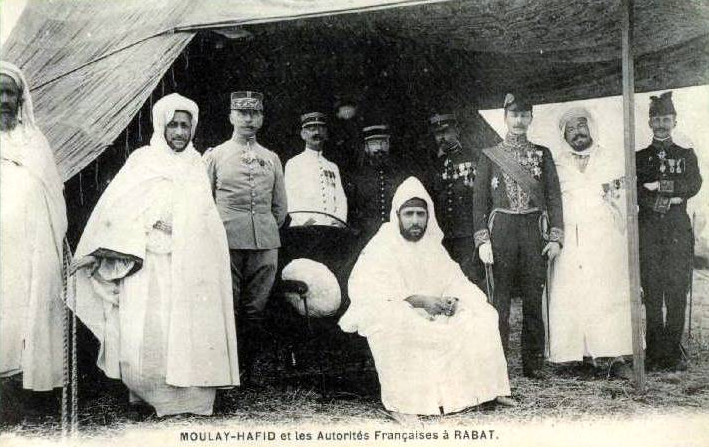
Султан Мулай Абд аль Азіза, 1912

Незабаром, після рішення конференції, у 1907 французькі війська окупували район Уджді та область Шауя, а іспанські війська розширили захоплені території в районі міста Мелілья. У відповідь на вторгнення розпочалось повстання. В процесі повстання брат султана Мулай Абд аль Азіза здійснив державний переворот, переміг військо брата і був проголошений султаном Марокко.

## Друга марокканська криза

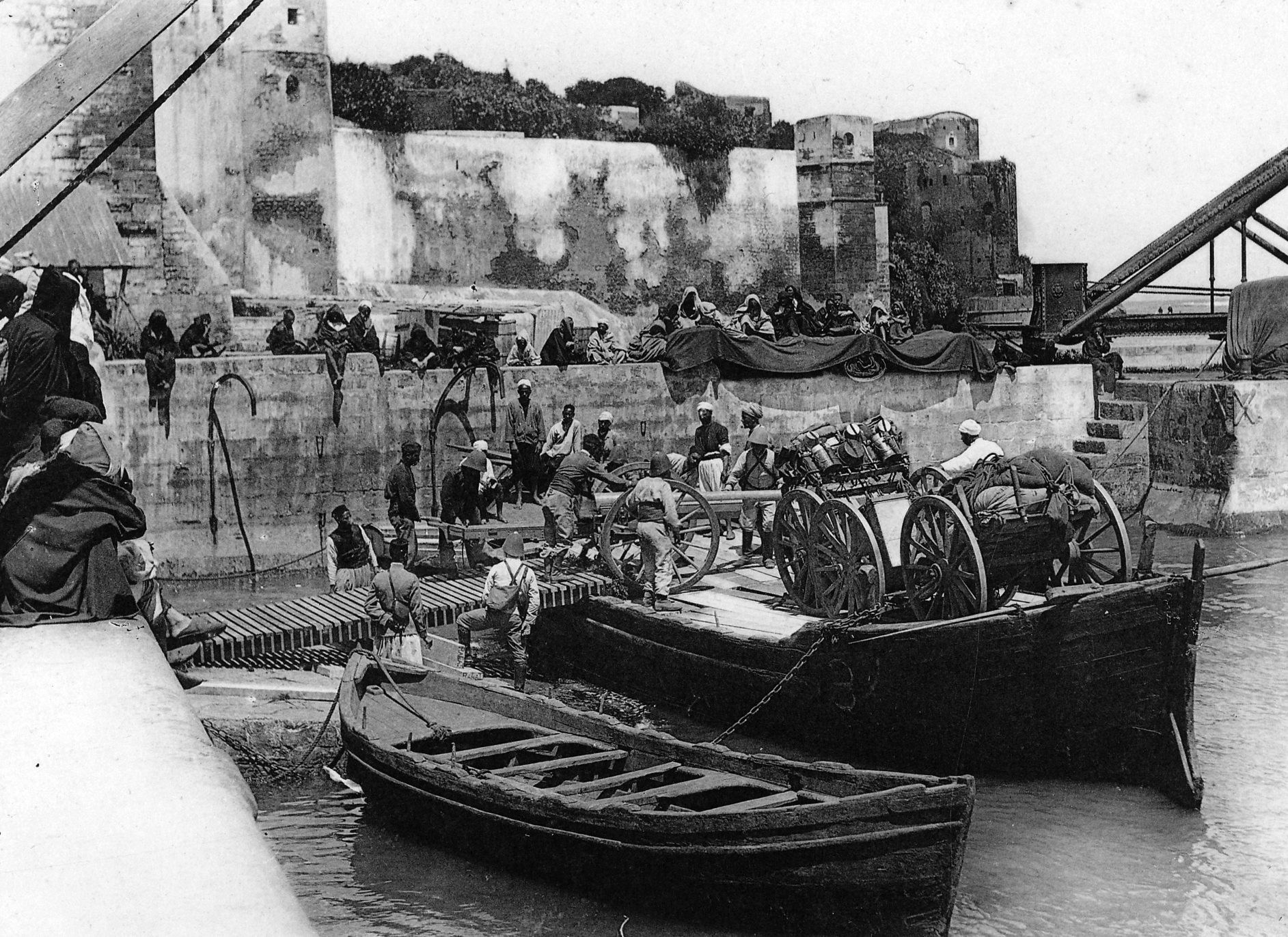
Французька артилерія в Рабаті, 1911

Діяльність нового султана спровокувала повстання племен, чим скористалась Франція. У травні 1911 французькі війська захопили столицю султанату Фес. Німецький уряд, вважаючи дії французів порушенняи Альхесірасського Генерального акту, відправив 1 липня 1911 в Марокко канонірський човен «Пантера». Унаслідок цього виник новий франко-німецький конфлікт (Агадірська криза). Досягнути компромісу допомогла поступка Німеччині територіями у французькому Конго.

## Протекторат Франції
Офіційне встановлення протекторату відбулося 30 березня 1912 р. з підписанням між Марокко та Францією Договору про співпрацю. За франко-іспанським договором від 27 листопада 1912. Іспанія отримала північне узбережжя султанату від Атлантики до нижньої течії Мулуі з містами Сеута, Тетуан і Мелілья, а також зберегла за собою південно-марокканський порт Іфні (Санта-Крус-де-Мар-Пекенья). На вимогу Великої Британії округ Танжера був перетворений в міжнародну зону. Влада в країні перейшла в руки французького генерального резидента у французькій зоні і іспанського верховного комісара в іспанській зоні; султан Марокко володів тільки формальною владою.

## Нотатки
1. ↑  араб. غزو فرنسا للمغرب, "Французьке вторгнення в Марокко"; фр. Campagne du Maroc, "Марокканська кампанія"; pacification du Maroc, "Пацифікація Марокко"; або guerre du Maroc, "Війна в Марокко".